# 히어로즈 오브 마이트 앤 매직
히어로즈 오브 마이트 앤 매직(Heroes of Might and Magic, HoMM)은 3DO의 자회사 뉴 월드 컴퓨팅의 개발자인 Jon Van Caneghem에 의해 마이트 앤 매직의 외전격으로 당시에는 생소했던 턴방식의 전략 시뮬레이션 게임의 새로운 역사를 열어놓은 게임이다. 출시후에는 호평이 이어져 본편인 마이트 앤 매직시리즈의 번외편이 아닌 하나의 독립된 시리즈로 정립되었다.

## 게임

### 공식 시리즈
- 히어로즈 오브 마이트 앤 매직 I (1995)
- 히어로즈 오브 마이트 앤 매직 II (1996)
  - 충성의 대가 (The Price of Loyalty) (1997)
- 히어로즈 오브 마이트 앤 매직 III
  - 아마겟돈 블레이드 (Armageddon's Blade) (1999)
  - 쉐도우 오브 데스 (Shadow of Death)(2000)
  - WOG: Wake of Gods (비공식)
- 히어로즈 오브 마이트 앤 매직 IV (2002)
  - 게더링 스톰(The Gathering Storm) (2002)
  - 윈드 오브 워(The Wind of War) (2003)
- 히어로즈 오브 마이트 앤 매직 V (2006)
  - 운명의 망치 (Fate of Hammer) (2006)
  - 동방의 부족 (Tribes of East) (2007)
- 마이트 앤 매직: 히어로즈 VI (2011)
- 마이트 앤 매직: 히어로즈 VII (2015)

### 외전
- 히어로즈 오브 마이트 앤 매직 (게임보이컬러, 2000)
- 히어로즈 오브 마이트 앤 매직 II (게임보이컬러, 2000)
- 히어로즈 크로니클스 (2000)
- 히어로즈 오브 마이트 앤 매직: Quest for the Dragon Bone Staff (플레이스테이션2, 2001)
- 히어로즈 오브 마이트 앤 매직 온라인 (2008)
- 마이트 앤 매직 히어로즈: 킹덤스 (2009)
- 마이트 앤 매직: 크래쉬 오브 히어로즈 (닌텐도DS, 2009)

## 게임플레이
이 게임은 여러 타운이 등장하며 자신의 군대를 지휘하는 영웅을 중심으로 하는 판타지풍의 전략 게임이다. 영웅과 더불어 몆몆의 유닛들은 마법을 시전하고, 자신의 마을을 선택하여 건물을 지으며 군대를 모을 수 있다. 또한 다른 플레이어의 성을 정복하거나 특별한 지역의 방문, 전투를 통한 경험치 획득이나 자원 생산지 점령, 아티팩트를 모아 영웅을 강력하게 하여 주어진 전장을 모두 정복하면 게임에 승리하는 규칙을 갖고 있다.

### 시간의 개념
히어로즈 시리즈에서 시간의 개념은 턴에 의해서 결정되며 모험지도에서 매 턴은 하루에 해당한다. 하루가 지날때마다 건물을 건설할 수 있고 영웅의 행동력을 회복된다. 7일이 일주일이며 매주 첫째날 유닛이 보충된다. 또한 매주 첫째날에 특정 주간이 설정된다. 이러한 주간을 통해 특정 유닛의 생산량이 변경되거나, 마법이 강력해지거나, 중립 유닛이 맵의 곳곳에 배치되기도 하는 등의 부수 효과가 있다.

### 모험지도
게임을 시작할 때 타운 하나를 선택해서 시작하게 된다. 각각의 타운마다 건설할 수 있는 건물과 생산 가능한 유닛이 다르기 때문에 다른 전략이 나오게 된다. 이러한 건물 건설과 유닛 생산을 위해서는 일정한 자원이 필요하고, 이에 따라 지도를 탐험하면서 맵상에 있는 자원을 얻거나 맵상의 자원 생산 건물을 점령해야 한다. 또한 맵상에는 중립 크리처가 있으며 이들은 영웅 부대에 호의적으로 합류할 수도, 적대적으로 전투할 수도 있다.

### 전장지도
전장지도에서는 유닛은 육각형(3편까지) 또는 사각형(4편부터)의 그리드를 통하여 움직이거나 공격을 할 수 있고 특정 유닛의 경우 마법을 사용할 수 있다. 유닛의 숫자에 따라서 공격이나 마법이 더 강력해지므로 많으면 많을수록 좋다. 또한 유닛의 크기에 따라서 공격받는 범위가 다르고 배치할 수 있는 범위 또한 다르다.
- 4편을 제외한 모든 시리즈에서 영웅은 보조적인 역할을 한다.
  - 3편까지는 매턴 1회 마법을 사용할 수 있었고, 도망이나 항복을 할 수도 있었다.
  - 4편에서는 일반 유닛과 마찬가지로 전장지도 내에서 활동을 할 수 있었다.
  - 5편부터는 전장지도 내에서 활동하지는 않지만 독자적인 순서를 가지며 마법을 사용하거나 전장지도 안에 존재하는 유닛을 공격할 수 있다.
- 도망과 항복의 차이점
  - 도망 : 모험지도에서 사라짐. 선술집에서 다시 고용할 수 있으며 모든 유닛은 사라지고 아티팩트는 보존.
  - 항복 : 전투 중 남아 있는 유닛의 종류, 숫자에 따라 금액을 지급하며 모험지도에서 사라짐. 선술집에서 다시 고용할 수 있으며 항복할 당시 남아 있던 유닛은 유지됨. 아티팩트는 보존.

### 승리규칙
게임에서 승리하기 위해서는 목표를 달성해야 한다. 각각의 맵 혹은 시나리오마다 어떠한 목표가 주어지는데, 이 목표를 달성해야만 게임에서 승리한다. 일반적으로 사용자지도 게임에서는 적군을 모두 물리칠 경우 게임이 끝나고 캠페인의 경우에는 특정한 목표를 달성한 경우에만 게임에서 이길 수 있다.

## 역사
히어로즈 시리즈는 1편부터 꾸준히 인기를 끌어와 3번째 시리즈의 대단한 히트로 지금까지 악마의 게임이라고 불려왔다. 그러나 많은 시스템이 달라진 4번째 시리즈가 많은 이들에게 혹평을 얻었고, 그로 인해 두개의 확장팩에서 마저도 흥행을 실패하여 부도로 공중분해가 되었다.
그 이후 유비소프트가 판권을 사들였고, 나이발 인터렉티브에 의해 만들어진 히어로즈5는 많은 유저들에게 있어서 기대와 걱정을 동시에 안았으나, 이전에 성공했던 히어로즈3의 기본적인 시스템을 계승한 결과 개발사가 달라졌음에도 불구하고 3번째 시리즈보다는 아니지만 대단한 인기를 끌었다.
6번째 시리즈인 마이트 앤 매직: 히어로즈 VI가 2011년 11월 출시되었다.
- 시초

[왕의 하사품]은 뉴 월드 컴퓨팅에서 제작한 히어로즈 시리즈의 첫 번째 작품이라고 할 수 있는 게임이다. 왕의 하사품의 성공후 3DO가 뉴 월드 컴퓨팅을 인수하고 마이트 앤 매직 시리즈의 번외편으로 등장하였지만 반응이 좋아 독립적인 시리즈로 발전했다.
- 히어로즈3

히어로즈 시리즈 중 최고의 작품을 뽑는다면 많은 이들이 3번째 시리즈를 뽑는다. 모든 것이 바뀐 기준은 어쩌면 히어로즈3일지도 모른다. 히어로즈4의 개발중단으로 히어로즈3에 대한 애착심이 더 강해졌고, 그 결과로 유저가 직접 제작한 3.5버전격인 WOG(Wake of God)이라는 확장팩이 등장하였다.
- 저작권 인수

히어로즈 오브 마이트 앤 매직의 4번째 시리즈까지만 해도 3DO와 New World Computing에 의해 개발되었다. 하지만 그들은 자금난으로 인하여 회사가 도산되었고 더 이상 5번째 시리즈를 기대할 수 없었다. 하지만 세계적인 유통회사 유비소프트가 판권을 사들였고, 나이발 인터렉티브에 의하여 개발되기 시작하였다. 히어로즈5는 다소 미흡했던 4번째 시리즈 대신, 지금의 히어로즈를 만든 3번째 시리즈를 계승하여 제작하였지만, 세계관은 기존 히어로즈 시리즈를 따르지 않는다.
- 개발사의 변경

히어로즈 오브 마이트 앤 매직의 6번째 시리즈의 개발사는 전작인 히어로즈5를 담당했던 나이발 인터렉티브가 아닌 워해머 : 마크 오브 카오스를 제작한 개발사인 블랙홀이 맡았다. 그래픽 또한 바뀌었는데, 마치 워크래프트3가 월드 오브 워크래프트로 변한 것과 같이 아기자기한 그래픽이 아닌 명품 그래픽으로 돌아오게 되었다.
- 명칭의 변경

이전작과는 달리 히어로즈 오브 마이트 앤 매직의 새로운 이름으로 마이트 앤 매직 히어로즈로 바뀌었다. 마이트 앤 매직의 세계관을 계승하였고, 이제는 히어로즈 오브 마이트 앤 매직의 후속작이자 마이트 앤 매직의 후속작이기도 하다. 이에 따라 영문 공식 명칭 또한 HOMM(Heroes of Might and Magic)에서 MMH(Might & Magic Heroes)로 바뀌었다.

## 타운
| 시리즈       | 등장하는 타운                                                                                        |
| ------------ | --- |
| 히어로즈 I   | 나이트, 바바리안, 소서리스, 워락                                                                     |
| 히어로즈 II  | 나이트, 바바리안, 소서리스, 워락, 위자드, 네크로멘서                                                 |
| 히어로즈 III | 캐슬, 램파트, 타워, 인퍼노, 던전, 네크로폴리스, 스트롱홀드, 포트리스, 컨플럭스 (아마겟돈 블레이드)   |
| 히어로즈 IV  | 아카데미, 어사일럼, 헤이븐, 네크로폴리스, 프리저브, 스트롱홀드                                       |
| 히어로즈 V   | 헤이븐, 실반, 아카데미, 인퍼노, 네크로폴리스, 던전, 포트리스 (운명의 망치), 스트롱홀드 (동방의 부족) |
| 히어로즈 VI  | 헤이븐, 인퍼노, 네크로폴리스, 스트롱홀드, 생츄어리, 던전 (어둠의 그림자)                             |
| 히어로즈 VII | 헤이븐, 실반, 아카데미, 네크로폴리스, 던전, 스트롱홀드                                               |

- 타운별 변천사 및 자세한 사항은 마이트 앤 매직 히어로즈 시리즈 - 타운문서를 통해 확인할 수 있다.

### 팬사이트
- (영어) HEROES COMMUNITY
- (영어) Celestial Heavens
- Heroes of Might & Magic World by ycThat 보관됨 2005-09-30 - 웨이백 머신